# Stop Violències
Stop Violències és una organització feminista d'Andorra. Fundada el 2014 per la psicòloga Vanessa Mendoza Cortés, es caracteritza per reivindicar els drets de la dona i per acompanyar dones que han passat per violència de gènere o per un avortament. Advoquen per un avortament legal i segur a Andorra, basant-se principalment en el conveni d'Istanbul signat pel Consell d’Europa.
Acostumen a organitzar una manifestació a Andorra el Dia internacional per la despenalització de l’avortament, a la qual assisteixen en solidaritat les feministes de Catalunya; tot i això, el 2024 van fer-ho a la inversa i es van afegir a la convocada a Barcelona. També en van organitzar una pel Dia internacional de la dona el 2020, juntament amb Acció Feminista; ara bé, el 2024, passada la pandèmia de la COVID-19, van optar per no cridar a la manifestació al 8M en considerar que havia estat «segrestat per la classe benestant d’Andorra» quan havia de ser «una lluita obrera» per a «canviar les regles del joc d’aquest sistema capitalista i antidemocràtic».
El 2018, l'associació va establir la Xarxa la Meri, amb el suport de l’Associació Drets Sexuals i Reproductius, la plataforma Dret al propi cos i Marea Verda Barcelona. Es tracta d'una xarxa de suport i acompanyament que es va crear per tal d'incidir en les polítiques públiques d'Andorra. A través d'aquest organisme informen les dones a Andorra dels drets reproductius de què disposen, incloses les menors d'edat i les migrants, que no poden sortir del país a avortar ja que el Principat no forma part de l'espai Schengen. De mitjana, atenen dues dones per violència de gènere al mes.
L'organització està acreditada pel Consell Econòmic i Social de l'Organització de les Nacions Unides —de fet, és la primera a Andorra a ser-hi acreditada. En relació amb l'ONU, li han enviat al llarg dels anys diversos informes sobre la situació de la dona a Andorra. Al del 2023, a part d'assenyalar que s'hi havia de despenalitzar l'avortament i garantir-lo com a dret, va declarar que no n'hi havia prou a tenir el Servei Integral d'Atenció a les Dones per a aquest propòsit i va recomanar de crear formacions i equips dedicats al tema al si de la policia, la batllia i l'hospital. Per contra, al report l'associació va celebrar la recent fundació de l'Institut Andorrà de les Dones.
Pel que fa a la interrelació amb altres agents feministes d'Andorra, el 2021 Stop Violències va declarar per Twitter que era «l’única entitat feminista professional que hi ha i que batalla drets humans» al país, tot i la coexistència d'Acció Feminista (amb qui havien col·laborat anteriorment) i l'Associació de Dones d’Andorra. Més endavant, el 2025, la presidenta de l'associació, Vanessa Mendoza, va denunciar el col·lectiu Acció Feminista a la Batllia d'Andorra per difamació i calúmnies, atès que aquest va afirmar públicament que «la Vanessa ens va prohibir expressament parlar públicament d'ella» i que algunes de les seves integrants havien «patit agressions verbals per part seva». Al procediment de mediació, l'entitat acusada va rebutjar de rectificar i pagar les costes de la querella, així que es va tancar que el cas aniria a judici.